# Шереметев, Борис Петрович
Бори́с Петро́вич Шереме́тев (25 апреля [5 мая] 1652, Москва, Русское царство — 17 [28] февраля 1719, Москва, Русское царство) — русский воинский начальник (воевода) времён Северной войны, дипломат, один из первых русских генерал-фельдмаршалов (с 1701 года), граф (с 1706 года).
В 1706 году первым возведён в графское Российского царства достоинство.

## Биография
Родился в старинной боярской семье Шереметевых. Старший сын боярина П. В. Шереметева (умер в 1690 году) и его жены А. Ф. Волынской (умерла в 1684 году).
В 13 лет был назначен в комнатные стольники. В 1681 году в должности воеводы и тамбовского наместника командовал войсками против османов и крымских татар. В 1682 году получил боярский титул. Проявил себя на военном и дипломатическом поприщах. В 1686 году участвовал в заключении «Вечного мира» в Москве с Польской Речью Посполитой, а затем был поставлен во главе посольства, отправленного в Варшаву для ратификации заключённого мира.
Вернувшись в Россию, с 1692 года был в должности Белгородского воеводы, командовал войсками в Белгороде и Севске, отвечавшими за охрану от крымских набегов. Служба вдали от Москвы позволила не делать выбора во время борьбы между царевной Софьей и Петром I.
В 1695 году при первом Азовском походе Петра I командовал отдельным корпусом Русского войска, действовавшим в низовьях Днепра, отвоевал у османов (турок) крепости (30 июля — Кызы-Кермень (см. осада Казикермена), 1 августа — Эски-Таван, 3 августа — Аслан-Кермен) и другие. Эти успехи подняли дух русской армии на фоне неудачного первого Азовского похода.
В 1697—1699 годах совершил путешествие по Центральной, Западной и Южной Европе (был в Польше, Австрии, Италии, на острове Мальта, где его сопровождал Иоанн Пашковский), выполняя дипломатические поручения Петра I. Великий магистр Мальтийского ордена Раймундо де Перельос-и-Рокафуль посвятил посла в рыцари-иоанниты. Б. П. Шереметев стал первым русским православным почетным кавалером католического Ордена Св. Иоанна Иерусалимского, вернулся в Россию в немецком платье, вызвав тем восторженный приём царя.

### В годыСеверной войны
С началом Северной войны со Швецией, командовал поместной конницей и участвовал в неудачном для русских Нарвском сражении (19 (30) ноября 1700 года). Несмотря на поражение, Петр прислал Шереметеву ободряющее письмо, произвел его в генерал-аншефы; ему подчинили «генеральства» (дивизии) взятого в плен генерала А. А. Вейде.
В кампании 1701 года основные силы шведской армии с Карлом XII ушли в Польшу, поэтому Пётр I имел возможность привести войска в порядок и пополнить их. В первой половине 1701 года Шереметев вел «малую войну»; в августе 1701 года в Россию из-под Риги вернулся вспомогательный корпус генерала А. И. Репнина. 2 октября 1701 года Петр I, посетив Псков, отдал приказ о «генеральном походе». 23 декабря 1701 года Шереметев во главе армии (по-старому называлась Большой полк) вступил в Шведскую Ливонию (Лифляндию), в сражении у Эрестфера близ Дерпта 29 декабря 1701 (9 января 1702) года нанёс поражение шведам генерала Шлиппенбаха, от которого они «долго необразумятца и не оправятца». За первую победу в войне получил чин генерал-фельдмаршала и орден Святого Андрея Первозванного (30 декабря 1701 (10 января 1702)).
В июле 1702 года предпринял новый поход в Лифляндию, 19 (30) июля нанёс новое поражение Шлиппенбаху при Гуммельсгофе, в августе 1702 года занял Мариенбург, где, кроме всего прочего, захватил Марту Скавронскую, которая вскоре оказалась в услужении у Меншикова, затем у царя Петра I и впоследствии стала императрицей под именем Екатерины I.
Осенью 1702 года возглавил осадную армию при взятии Нотебурга. 1 мая 1703 года в присутствии царя после недельной осады принудил к капитуляции Ниеншанц и завершил покорение Ингерманландии.
Во главе отдельного корпуса, по-прежнему называемого Большой полк (летом 1704 года русская армия была разделена: большая часть войск была вверена принятому на русскую службу в чине генерал-фельдмаршал-лейтенанта Г. Б. Огильви, который осадил Нарву), осадил Дерпт (Юрьев) (июнь — июль 1704 года). Когда осада Дерпта затянулась, под стены крепости прибыл царь Пётр, сделал выговор фельдмаршалу и сам возглавил новый штурм (13 (24) июля 1704 года), завершившийся успехом. В феврале 1705 года Пётр I направил А. Д. Меншикова для инспекции действующей армии с сообщением, что отныне вся конница вверяется Б. П. Шереметеву, а пехота — Г. Б. Огильви (известие о том, что большая часть армии отныне выведена из его подчинения, «зело опечалила Шереметева»). Вскоре «лёгкий корпус» под началом Б. П. Шереметева потерпел поражение в Курляндии от шведского генерала Левенгаупта в битве при Гемауэртгофе, причём сам Шереметев был ранен.

В конце 1705 года направлен Петром I в Астрахань для подавления мятежа. Высочайшим указом от 29 июня (10 июля) 1706 года был первым в России возведён, с нисходящим его потомством, в графское Российского царства достоинство; его сын Михаил Борисович Шереметев получил чин полковника Астраханского пехотного полка.
Летом 1706 года произошло очередное изменение в русском командовании: теперь возвращённый в действующую армию генерал-фельдмаршал Б. П. Шереметев возглавил пехоту, а генерал от кавалерии князь А. Д. Меншиков — кавалерию.
В кампании 1708 года не оказал помощи А. И. Репнину в несчастном сражении при Головчине, что стало одной из причин поражения. В Полтавской битве (1709) формально возглавлял русскую армию (именно ему Пётр I, сделавший всё для обеспечения победы, на поле битвы вверил русскую армию), был щедро награждён поместьями. В 1709—1710 годах командовал армией при осаде Риги. Золотые ключи, преподнесённые Б. П. Шереметеву рижским магистратом, представлены в настоящее время в экспозиции Оружейной палаты (зал 4, витрина 29).
В 1711 году командовал русской армией (в присутствии царя) в неудачном для русской армии Прутском походе, вынужден был подписать невыгодный мир, в залог которого оставил своего сына Михаила Шереметева (умер по возвращении на родину в 1714 году).
В 1712 году заявил Петру I о своём желании постричься в монахи Киево-Печерской лавры, но царь заменил монастырь женитьбой на молодой вдове своего родного дяди Льва Нарышкина — Анне Петровне Салтыковой. С того времени обосновался в Киеве, получив назначение главнокомандующим южной наблюдательной армии, ездил в Петербург и Москву только с докладами.
В 1715 году поставлен командующим русским экспедиционным корпусом в Померании и Мекленбурге для совместных действий с прусским королём против шведов — дело для Шереметева ничем не примечательное. В 1717 году он возвратился в Москву и после тяжёлой болезни скончался.
В завещании Шереметев просил похоронить его в Киево-Печерской лавре, но Пётр I, решив создать пантеон в Санкт-Петербурге, приказал похоронить Шереметева на Лазаревском кладбище Александро-Невской лавры, заставив служить государству даже мёртвого сподвижника.

## Характеристики
Жан-Никола де Бразе в своих записках упоминает Шереметева как человека, «не любившего иностранцев, какой бы нации ни были, и не подавшего им никакой помощи, нарочно для того, чтоб вводить их в ошибки и чтоб иметь случай упрекать его царское величество за привязанность его к иноземцам».

Современный историк В. А. Артамонов пишет: «Борис Петрович как полководец был известным кунктатором. Военный стиль Шереметева совпадал с психологией старой армии XVII века и хорошо вписывается в «кордонно-маневровую» стратегию. Под непрестанным понуканием царя («делай, делай, делай!») Шереметев ухитрялся комплектовать, снабжать, размещать и готовить солдат к походам, иногда надолго задерживая их выступления (и тем сберегая их жизнь). Шереметев был фокусирующим центром армии. В отличие от других петровских генералов он пользовался любовью солдат, сложивших о своем «отце» много песен».

## Личная жизнь
Дважды женат и имел детей:
1. жена с 1669 года Евдокия Алексеевна Чирикова (ум. 1703), единственная дочь стольника Алексея Пантелеевича Чирикова и его жены Федосьи Павловны.
  - Софья Борисовна (1671—1694), была замужем за князем Семёном Никитичем Урусовым.
  - Михаил Борисович (1672—1714), генерал-майор.
  - Анна Борисовна (1673—1726), была замужем за графом Иваном Фёдоровичем Головиным.
2. жена с 13 апреля 1713 года Анна Петровна Нарышкина, ур. Салтыкова (1677/1686—1728), вдова боярина Л. К. Нарышкина; дочь Петра Петровича Салтыкова и княжны Марфы Ивановны Прозоровской, дочери боярина И. С. Прозоровского, убитого при обороне Астрахани. На свадьбе Шереметева император Пётр I лично был распорядителем, гостями были вся царская чета, а празднество продолжалось два дня, с большой пышностью.
  - Пётр Борисович (1713—1788).
  - Наталья Борисовна (1714—1771), одна из первых русских писательниц, замужем за И. А. Долгоруковым.
  - Сергей Борисович (1715—1768), гвардии ротмистр; был женат на дочери Я. И. Лобанова-Ростовского, Фетинье Яковлевне Лобановой-Ростовской (1714—16.02.1777).
  - Вера Борисовна (1716—06.04.1789[7]), была замужем за тайным советником Фёдором Аврамовичем Лопухиным (1697—1757)
  - Екатерина Борисовна (1717—1799), с 1749 года была замужем за Алексеем Васильевичем Урусовым (1722—1796).

- Дети
- Пётр
- Наталья
- Сергей
- Вера
- Екатерина

## Память
- Борис Шереметев изображён на памятнике Тысячелетие России в ряду выдающихся военных деятелей.
- В начале XX века род Шереметевых, желая увековечить родоначальника графской линии, профинансировал значительную часть строительства одной из первых российских подводных лодок, названной «Фельдмаршал граф Шереметев».
- В 2005 году в честь Бориса Шереметева была названа улица в Пскове.